# 嚢舌類
嚢舌目（のうぜつもく）は、摂食器官の形態によって区別される腹足綱（巻貝）のグループ。藻類の細胞壁に穴を空けて、細胞内容物を吸引して摂食する。そのために、単列の歯舌とそれを収納する舌嚢と呼ばれる器官をもつ。一部の種は、摂食した藻類の葉緑体を腸壁の細胞に取り込み、光合成をさせ栄養を得る 。

## 特徴
数百種からなる分類群で、体長は数mmから5cm程度。貝殻を持つ物、持たない物など多様な形態が見られる。共通した特徴として、多くの巻き貝では複数列からなる歯舌が、単列になっており、一度に一本の歯しか摂食に使用しない点が挙げられる 。また通常、使用により摩耗した歯舌は捨てられるが、この分類群では、使用後の歯を保持し、ためておく袋状の器官（舌嚢）をもつ。この舌嚢は嚢舌目を定義する重要な特徴である 。

## 分類
Bouchet & Rocroi (2005) を基本とし、他の情報を補足する。
嚢舌目は古くは後鰓類に含まれたが、現在後鰓類は、有肺類、前鰓類の一部と合わせて、分類が再検討されており、嚢舌目の系統学的位置は不明確である。一方、嚢舌目の単系統性は分子系統解析から確認されている。
下位分類についてはJensen (1997)に従う
- ナギサノツユ亜目
  - ウスカワブドウギヌ科
  - ユリヤガイ科
  - ナギサノツユ科
- ゴクラクミドリガイ亜目
  - ゴクラクミドリガイ上科

  - ハダカモウミウシ上科

## 生態
ほとんどの種は藻類を食べる。狭食性であり種毎に食べる藻類種は多くても１０種程度に限定され、種毎に異なった藻類を食べる 。多くの餌藻類は、多核体からなるイワズタやハネモ類である。これは、大きな細胞をもつ藻類であれば、一回細胞壁に穴を空ければ多くの細胞内容物を一度に摂食できるためと考えられている。特殊な生態として摂食した藻類の葉緑体を細胞内にとりこみ、光合成能を数時間から数ヶ月保持する盗葉緑体現象が知られている。

## 生殖
他の異鰓類と同様に雌雄同体であるが、自家生殖は行わない。頭部の右側にペニスと膣をもち、交接によって他個体と互いの精子を渡し合う。一部の種では、ペニスがキチン質のトゲをもち、これを他個体の体に直接刺すことで精子を渡す。

## 生息地
極域を除く全世界の海に分布しており、日本近海にも百種以上の種が生息している。多くは水深20mより浅い所に生息し、タイドプールなどでも観察できる.
。